# Кожа (фильм, 1981)
«Кожа» (итал. La pelle и фр. La peau) или, правильнее, «Шкура» — художественный фильм 1981 года совместного производства Италии и Франции, драма, снятая режиссёром Лилианой Кавани.
Главные роли в этом фильме исполнили Марчелло Мастроянни, Берт Ланкастер и Клаудия Кардинале. Премьера фильма состоялась 27 августа 1981 года в ФРГ.

## Сюжет
По одноимённому автобиографическому роману Курцио Малапарте. Писатель Малапарте после высадки союзников в Сицилии в 1943 году принимал непосредственное участие в событиях.

## В ролях
- Марчелло Мастроянни — Курцио Малапарте
- Берт Ланкастер — генерал Марк Кларк
- Клаудия Кардинале — принцесса Консуэла Караччиоло
- Кен Маршалл
- Александра Кинг
- Карло Джуффре
- Янн Бабили
- Жак Сернас

## Дополнительная информация
- Костюмы: Пьеро Този

## Другие названия
- La pelle
- La peau
- Кожа, Шкура
- Die Haut
- La piel
- La pell
- The Skin
- A bőr

## Интересные факты
В фильме должен был сниматься Берт Ланкастер. Его звездный статус подразумевал гонорар в 750 000 долларов. Продюсеры говорили Кавани, что у них нет таких денег. Однако Ланкастеру так понравился сценарий, что он сказал 
«Я буду сниматься бесплатно. Только обеспечьте машину с водителем и гостиницу для меня и для моей подруги».